# 四川大學早期建築
四川大学早期建筑位於四川省成都市武侯區四川大学内，文物年代判定為1913～1954年。2002年12月27日以“四川大学文物建筑群（含华西坝老建筑、四川大学办公大楼）”公佈為四川省第六批省級文物保護單位。2013年3月5日以“四川大学早期建筑”列為第七批全國重點文物保護單位。
包括：
- 四川大學行政樓
- 四川大學華西校區老建築群：辦公樓（事務所）、老圖書館（懋德堂）、鐘樓、第一教學樓（生物樓）、第二教學樓（化學樓）、第四教學樓（赫斐院）、第五教學樓（教育學院）、第六教學樓（萬德門）等建築。